# Salman Shahr
Salman Shahr (em persa: سلمان شهر, também romanizada como Salmān Shahr; antigamente Motel Qū e Saqikelayeh, também romanizada como Sāqīkelāyeh) é uma cidade e capital do distrito de Salman Shahr, do condado de Abbasabad, na província de Mazandaran, Irã.
No censo de 2006, sua população era de 9 592 habitantes, em 2 605 famílias.